# Ludwig Trautmann
Ludwig Trautmann (Dachsbach, 22 novembre 1885 – Berlino, 24 gennaio 1957) è stato un attore, regista e produttore cinematografico tedesco.

## Filmografia parziale

### Attore
- Madeleine, regia di Emil Albes (1912)
- Die Tarantella (1912)
- Vorgluten des Balkanbrandes , regia di Joe May (1912)
- Der Triumph des Todes, regia di Harry Piel (1912)
- Schatten der Nacht, regia di Harry Piel (1913)
- Pierrot nero (Der schwarze Pierrot), regia di Harry Piel (1913)
- Der grüne Teufel, regia di Harry Piel (1913)
- Menschen und Masken, regia di Harry Piel (1913)
- Seelenadel, regia di Harry Piel (1913)
- Erblich belastet?, regia di Harry Piel (1913)
- L'occhio del diavolo (Das Teufelsauge), regia di Harry Piel (1914)
- Das Ende vom Liede, regia di Rudolf Biebrach (1915)
- Der Katzensteg, regia di Max Mack (1915)
- Der geheimnisvolle Wanderer, regia di William Wauer (1915)
- Die große Wette, regia di Harry Piel (1916)
- Die Seele einer Frau (1916)
- Die Bettelprinzessin, regia di Hubert Moest (1916)
- Sabina, regia di Louis Neher e Richard Edon (1917)
- Die Ehe der Luise Rohrbach, regia di Rudolf Biebrach (1917)
- Ferdinand Lassalle, regia di Rudolf Meinert (1918)
- Il manifesto verde (Das grüne Plakat), regia di Wolfgang Neff (1920)
- Il prigioniero di Magdeburg (Trenck - Der Roman einer großen Liebe), regia di Ernst Neubach, Heinz Paul (1932)
- Der Choral von Leuthen, regia di Carl Froelich, Walter Supper, Arzén von Cserépy (1933)